# Garage 59
Garage 59 est une écurie de sport automobile britannique fondée en 2016 et propriété de Alexander West (de), d'Andrew Kirkaldy et de Chris Goodwin (en). Elle fait participer des voitures de Grand tourisme en catégorie GT3 dans des championnats tels que l'International GT Open, le GT World Challenge Europe Endurance Cup, le GT World Challenge Europe Sprint Cup et l'Asian Le Mans Series.

## Histoire

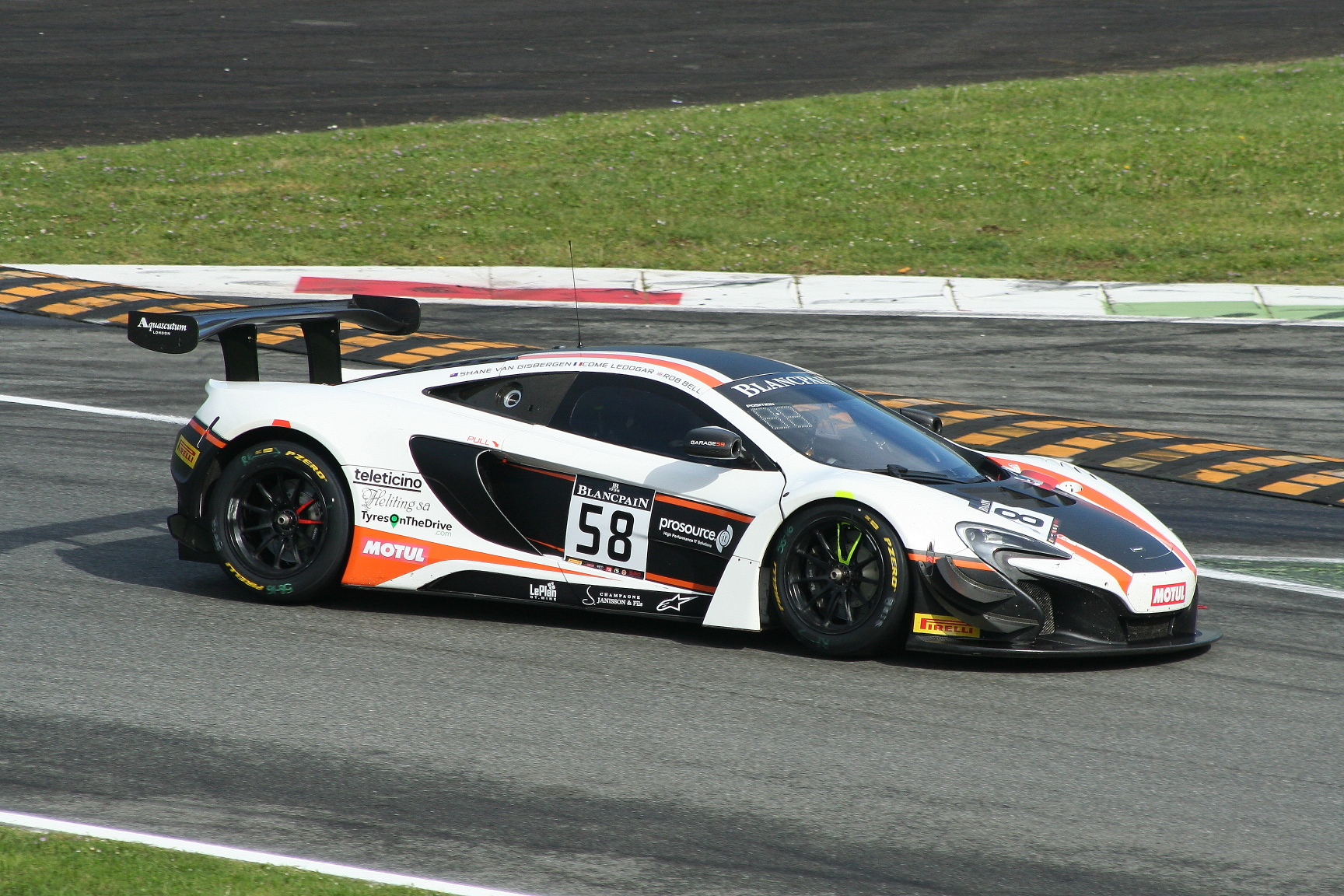
Lamborghini Super Trofeo de l'écurie Garage 59 lors des Blancpain Endurance Series à l'Autodromo Nazionale di Monza en 2016

En 2017, fort d'une belle campagne 2016 en International GT Open en Blancpain GT Series, l'écurie britannique Garage 59 continue son engagement en International GT Open avec deux McLaren 650S GT3, ce championnat étant fortement apprécié par l'un des propriétaires de l'écurie, Alexander West (de), en raison de son format Pro-Am. En plus de cet engagement, l'écurie britannique complète son programme en participant à la manche du championnat Blancpain Endurance Series se déroulant sur le Circuit de Silverstone, en y inscrivant une McLaren 650S GT3, en participant au Road to Le Mans avec deux McLaren 650S GT3 et en participant au 24 Heures de Spa avec deux McLaren 650S GT3.

## Résultats

### Résultats aux24 Heures de Spa
| Année | Classe | no  | Pilotes                                                              | Voiture              | Pneus | Tours | Pos. | Pos. cat. |
| ----- | ------ | --- | -------------------------------------------------------------------- | -------------------- | ----- | ----- | ---- | --------- |
| 2022  | Silver | 159 | James Baldwin (en) Nicolai Kjærgaard Manuel Maldonado Ethan Simioni  | McLaren 720S GT3     | P     | 227   | Abd. | Abd.      |
| 2022  | Pro-Am | 188 | Henrique Chaves Dean Macdonald Miguel Ramos Alexander West (de)      | McLaren 720S GT3     | P     | 394   | 41e  | 4e        |
| 2023  | Pro    | 159 | Benjamin Goethe (en) Marvin Kirchhöfer Nicolai Kjærgaard (en)        | McLaren 720S GT3 Evo | P     | 208   | Abd. | Abd.      |
| 2023  | B      | 188 | Henrique Chaves Conrad Grunewald (de) Louis Prette (en) Miguel Ramos | McLaren 720S GT3 Evo | P     | 526   | 34e  | 11e       |

## Pilotes
- Mike Benham (2021)
- Frank Bird (2022)
- Valentin Hasse-Clot (2021)
- Côme Lodegart
- Marvin Kirchhöfer (2021-2022)
- Nicola Kjaergaard (2022)
- Manuel Maldonado (2022)
- Maxime Martin (2021)
- Yuuki Nemoto (2021)
- James Vowles (2022)
- Alexander West (de) (2021-2022)